# Finlands specialtrupper
Finlands specialtrupper är den finländska försvarsmaktens specialförband. 

## Definition
Enligt finländsk definition är specialtrupper "trupper som är utbildade och utrustade för mångsidiga och från de sedvanliga militäroperationerna avvikande uppgifter och som vanligen agerar som mindre grupper".

## Marinens specialtrupper
- Attackdykare[2]
- Röjdykare [3]
- Kustjägare

## Arméns specialtrupper
- Specialjägarbatataljonen vid Uttis jägarregemente
  - Fallskärmsjägare
  - Specialjägare

## Gränsbevakningsväsendetsspecialtrupper
- Specialgränsjägare [4]
- Gränsbevakningsväsendets beredskapsavdelning[5]